# Fotios
Fótios, řecky Φώτιος, (asi 820 Konstantinopol – 6. února 893 Bordi, Arménie) byl patriarcha konstantinopolský v letech 858–867 a 877–886 a jeden z protagonistů velkého církevního schizmatu (mezi Východem a Západem). Pravoslaví jej považuje za jednoho z největších patriarchů a svatých, zatímco západní církev jej vnímá kriticky. Patřil mezi nejvzdělanější muže své doby  a inicioval mj. misi svatých Cyrila a Metoděje na Velkou Moravu.

## Život
Fótiův otec Sergios náležel k císařově tělesné stráži, starší bratr jeho otce Tarasios Nikeforos (784–806) byl patriarchou a jeden z jeho bratří si vzal sestru císařovny Theodory. Fótios studoval v Konstantinopoli, středisku tehdejší vzdělanosti a sám brzy na tamním učení přednášel gramatiku, rétoriku, filozofii a teologii; získal si pověst mimořádně vzdělaného muže. Mezi jeho žáky patřili též sv. Cyril, apoštol Slovanů, a pozdější císař Michael III. Bezesporu byl Fótios vynikajícím filologem, exegetou a znalcem patristiky. Zároveň byl velitelem císařské tělesné stráže a posléze první císařský sekretář.
Roku 847 byl zvolen nástupcem konstantinopolského patriarchy Methodia I. radikálně smýšlející Ignatios I., syn císaře Michaela I. Ignatios záhy způsobil eskalaci napětí mezi radikálními a umírněnými biskupy. Po roce 856, kdy se císař Michael III. stal plnoletým, se rozhořel souboj mezi Ignatiem a císařovým strýcem Bardou, který podporoval umírněné. Není dnes zcela jasné, nakolik pravdivé jsou obžaloby obou stran. Konflikt však roku 858 skončil Ignatiovou (více či méně vynucenou) rezignací.
Císař Michael a Bardas pak zvolili laika Fótia, který se osvědčil jak na akademické, tak administrativní půdě, novým patriarchou, a Fótios do týdne přijal biskupské svěcení. Fótios přitom informoval ostatní patriarchy o svém vstupu do úřadu a uznal přitom i čestný primát římského biskupa, tj. papeže. Patriarchové vč. papeže uznali Fótia, avšak papež Mikuláš I. se chtěl ohledně procedury volby informovat. Proto vyslal dva legáty, jejichž druhotným cílem mělo být též získání Ilýrie, Kalábrie a Sicílie pod papežovu jurisdikci. Oba papežští legáti se zúčastnili koncilu, který Fótios svolal, vyšetřili Fótiovu volbu a shledali Ignatiovo odstoupení zákonným a kanonickým. Druhého záměru však nedosáhli.
Po jejich návratu však papež Mikuláš z rozčarování nad neúspěchem pokusu o návrat ztracených provincií pod jeho jurisdikci prohlásil výsledky vyšetřování za nulitní, exkomunikoval oba legáty a vyhlásil Fótiovu volbu za neplatnou a Fótia za sesazeného; právoplatným patriarchou měl být podle něj nadále Ignatios. Fótios reagoval tím, že císaři zkoncipoval dopis, v němž císař s papežem jedná jako s poddaným, což si nikoli překvapivě vyžádalo ostrou odpověď z Říma.
Mezitím došlo ke konfliktu v jiné oblasti. S císařovou podporou se Fótios angažoval v misii mezi Rusy, Bulhary, na Velké Moravě a u Chazarů. Fótios má rozhodující podíl na rozšíření křesťanství na těchto územích. V případě Bulharska však došlo k dalšímu konfliktu s Římem, který si nárokoval jurisdikci nad tímto územím. Krom toho se zde setkal Fótios s tím, že západní misionáři vkládali do slov Nicejsko-cařihradského vyznání slovo filioque („který z Otce i Syna vychází“). Fótios oficiálně reagoval; ve svém teologicky vybroušeném okružním listu východním patriarchům exkomunikoval papeže, že „latiníci“ neboli západní církev mají špatné zvyklosti, že se postí v sobotu, půst začínají teprve na Popeleční středu, kněžím není dovolováno ženit se a nesmějí udělovat svátost biřmování a především, že do vyznání víry propašovali slovo „filioque“.
Římskokatolická církev vidí v tomto okružním listě příčinu schizmatu. Podle pravoslavných křesťanů Fótios bránil ortodoxii a tradiční autonomii patriarchátů – nic nového tak nepředkládal, jen se bránil novotám z římské strany.
Události se začaly nyní hýbat i v samotné Byzanci. Císař Michael III. byl zavražděn, Fótios zakázal vrahovi a uzurpátorovi trůnu Basileiovi I. Makedonskému účast na bohoslužbě. Basileios sesadil Fótia a patriarchou ustavil opět Ignatia, zároveň si na svou stranu získal jednak byzantskou radikální stranu i nového papeže Hadriána II. Další koncil s menším počtem účastníků, který dnes římskokatolická církev uznává jako Čtvrtý konstantinopolský koncil, jemuž předsedali dva papežští legáti, se konal ve dnech 5. října 869 – 28. února 870. Koncil se zabýval Fótiovým případem, Fótios však měl nadále podporu naprosté většiny metropolitů a biskupů. Koncil byl zahájen za účasti pouhých 12 biskupů a účast na něm nikdy nepřekročila 103 biskupů. Fótiovi na koncilu nebyla dovolena plná obhajoba. Když se Fótios odmítl podepsat pod své odsouzení, byl exkomunikován a poslán do exilu.
Fótios se nadále účastnil všech politických útoků a podporoval velmi dobře své přívržence. Nakonec byl z exilu povolán zpět a stal se vychovatelem pozdějšího císaře Leona VI. Měl tak vysokou podporu, že již tři dny po Ignatiově smrti opět seděl na patriarším stolci. V Římě vládl již nový papež, Jan VIII., který kvůli problematickým vztahům s franskou říší usiloval o dobré vztahy s Byzancí. Roku 879 se konal koncil, který uznává pravoslaví jako Čtvrtý konstantinopolský koncil. Výsledky předchozího koncilu byly zrušeny a Fótios byl rehabilitován. Koncil uznal papežovu jurisdikci nad křesťanským Západem, naopak mu ji odmítl nad Východem. V otázce jurisdikce nad Bulharskem koncil rozhodl, že bude pod svrchovaností papeže, filioque bylo nepřímo odsouzeno zamítnutím jakýkoliv dodatků k Nikájsko-cařihradskému vyznání víry. Fótiovské schizma bylo konečně zažehnáno. Nakolik však papež uznal výsledky tohoto koncilu je velkou otázkou a předmětem sporů. Zatímco podle pravoslaví blízkých historiků uznal a potvrdil jeho výsledky, katolicismu blízcí to často popírají a tvrdí, že pouze z politických důvodů toleroval reinstalaci Fótia, či že zpočátku koncil předběžně schválil, což ale zrušil později, když se dověděl podrobnosti o jeho rozhodnutích.
Roku 882 papeže Jana VIII. vystřídal Marinus I., který Fótia znovu exkomunikoval, načež Fótios reagoval svým Pojednáním o mystagogii Ducha svatého, které dodnes ve východní církvi představuje standardní dílo v otázce filioque. Roku 886 neočekávaně umírá Basileios I. a nový císař Leon VI. Fótia sesazuje ve prospěch svého šestnáctiletého bratra Stefana. Zbytek svého života dožívá Fótios v klášterní vazbě v Arménii.

## Dílo
Mezi nejdůležitější Fótiova díla patří Myriobiblon neboli Bibliotheca,  sbírka poznámek z jeho přednášek o klasických a křesťanských autorech, kteří jsou často citováni. Jedná se o nesmírně významné dílo z hlediska dějin byzantské literatury a svědek byzantského humanismu, který má počátky právě v 9. století.
Mezi nejdůležitější z početných teologických spisů Fótiových patří Amfilochia, sbírka více než tří set otázek a odpovědí na těžká biblická místa, filozofické a teologické problémy, adresovaná arcibiskupu Amfilochovi; mimo jiné sem patří zmíněné Pojednání o mystagogii Ducha svatého.
Z Fótiových biblických komentářů se dochovaly jen zlomky. Známe však zhruba 80 Fótiových promluv a zhruba 200 dopisů ze všech období jeho života. Dále Fótiovo dílo tvoří mnohé polemické spisy, zejména v otázce filioque a jurisdikce papeže.
Nakonec přicházejí církevně právní díla, především je Fótiovi připisován Nomokánon, klasické dílo pravoslavného církevního práva. Dílo je však starší a Fótios jej pouze redigoval.

## Hodnocení
Vynikající Fótiovy schopnosti učence nepopírá žádná ze stran, stejně tak neexistují žádné námitky ohledně jeho života – jedná se bezesporu o významnou postavu. Církevní historikové pravoslavné a katolické církve jej však hodnotí většinou zcela rozdílně. Pro pravoslavnou církev se jedná o světce, který v tíživé situaci své doby a přes osobní rizika zachoval s odvahou tradiční učení církve. Svátek sv. Fótia v pravoslavné církvi připadá na 6. února. Katolická církev mu tradičně přisuzuje vinu za závažné schizma (což zcela nesouhlasí s dnešními historickými poznatky).[zdroj?]
Sv. Fótios je rovněž významný jako původce misijní cesty věrozvěstů Cyrila a Metoděje na Velkou Moravu, tedy jako jeden z iniciátorů christianizace slovanské střední a východní Evropy. Sv. Konstantin (Cyril) byl mj. žákem a přívržencem sv. Fótia.[zdroj?]